# Bitwa pod Żowninem
Bitwa pod Żowninem miała miejsce w dniach 13-14 czerwca 1638 roku pomiędzy kozackimi powstańcami Ostranicy i Huni a wojskami Rzeczypospolitej Obojga Narodów w czasie powstania znanego jako powstanie Ostranicy. Bitwa skończyła się zwycięstwem wojsk polskich.

## Tło bitwy
Wiosną 1638 roku wybuchła rewolta kozaków nierejestrowych kierowana przez Jakuba Ostrzanina i Karpo Skidana, która pociągnęła za sobą masowe zamieszki chłopskie w rejonie Czerkasów i Połtawy. Połączone siły powstańców zaatakowały w kwietniu 1638 roku Łubnie, lecz ich atak został odparty i zmuszeni zostali do założenia obozu w pobliżu osady Żownin nad Dnieprem. 

## Przebieg walk
O świcie 13 czerwca 1638 roku, nie czekając na resztę armii koronnej, wojewoda podolski Stanisław Rewera Potocki, prowadząc z rozkazu Jeremiego Wiśniowieckiego brawurową szarżę jazdy koronnej, rozbił zewnętrzne umocnienia rebeliantów kozackich, zdobywając osiem dział podczas ataku. Część rozbitych kozaków wycofała się wraz z Jakubem Ostrzaninem na Ukrainę Słobodzką, zaś wojska polskie rozpoczęły oblężenie i ostrzał obozu kozackiego. Polskie oddziały zostały wzmocnione posiłkami Hetmana polnego koronnego Mikołaja Potockiego. 
Tymczasem w obozie kozackim na nowego dowódcę obrano Dymitra Hunię, który widząc przewagę wojsk polskich zarządził 14 czerwca ucieczkę resztek wojsk kozackich poprzez rzekę Sułę na drugi brzeg Dniepru przygotowanymi wcześniej mostami. Tam dowodzeni przez Dymitra Hunię kozacy przenieśli się do przygotowywanego wcześniej obozowiska obronnego nad rzeką Starzec. 22 czerwca rozpoczęło się ich okrążenie i oblężenie przez wojska koronne. Rebelianci skapitulowali 8 sierpnia. 

## Skutki
Zbrojne oddziały szlachty polskiej pochwyciły część powracających po bitwie Kozaków oraz kupy zrewoltowanego chłopstwa. Zostali oni następnie straceni. Była to zemsta za wcześniejsze krwawe mordy i zniszczenia wsi i miasteczek, dokonane przez Kozaków i uzbrojonych chłopów w czasie powstania. Stracono między innymi jednego z przywódców rebelii, Karpo Skidana. 